# 喀麦隆
喀麥隆共和國（法語：République du Cameroun），通稱喀麥隆（法語：Cameroun），是位於非洲中西部的單一制共和國。喀麥隆西方與奈及利亞接壤，東北與東邊分別和與中非共和國相靠，南方則與赤道幾內亞、加彭及剛果共和國毗鄰。喀麥隆的海岸線緊依邦尼灣，其屬於幾內亞灣及大西洋的一部分。喀麥隆由於其地質與文化的多樣性，而有「小非洲」美譽，其自然地理風貌包括海灘、沙漠、高山、雨林及熱帶莽原等。當地的最高峰是西南部的喀麥隆火山，大城市則有杜阿拉、雅溫得及加魯阿等，並棲居了超過200個種族與語言族群。喀麥隆以其國家足球隊及本土音樂風格著名，其中又以馬庫薩與比庫西最為人知。喀麥隆的官方語言為英語與法語。

## 历史
喀麦隆最早的居民是俾格米人的巴卡部落。说班图语的族裔最也早起源于喀麦隆的高地地区，但在欧洲人入侵前，大部分已经迁走。到1884年为止，国王—杜阿拉（Douala）是喀麦隆当地最具有权力的来自非洲本土的君主。

### 欧洲殖民时期

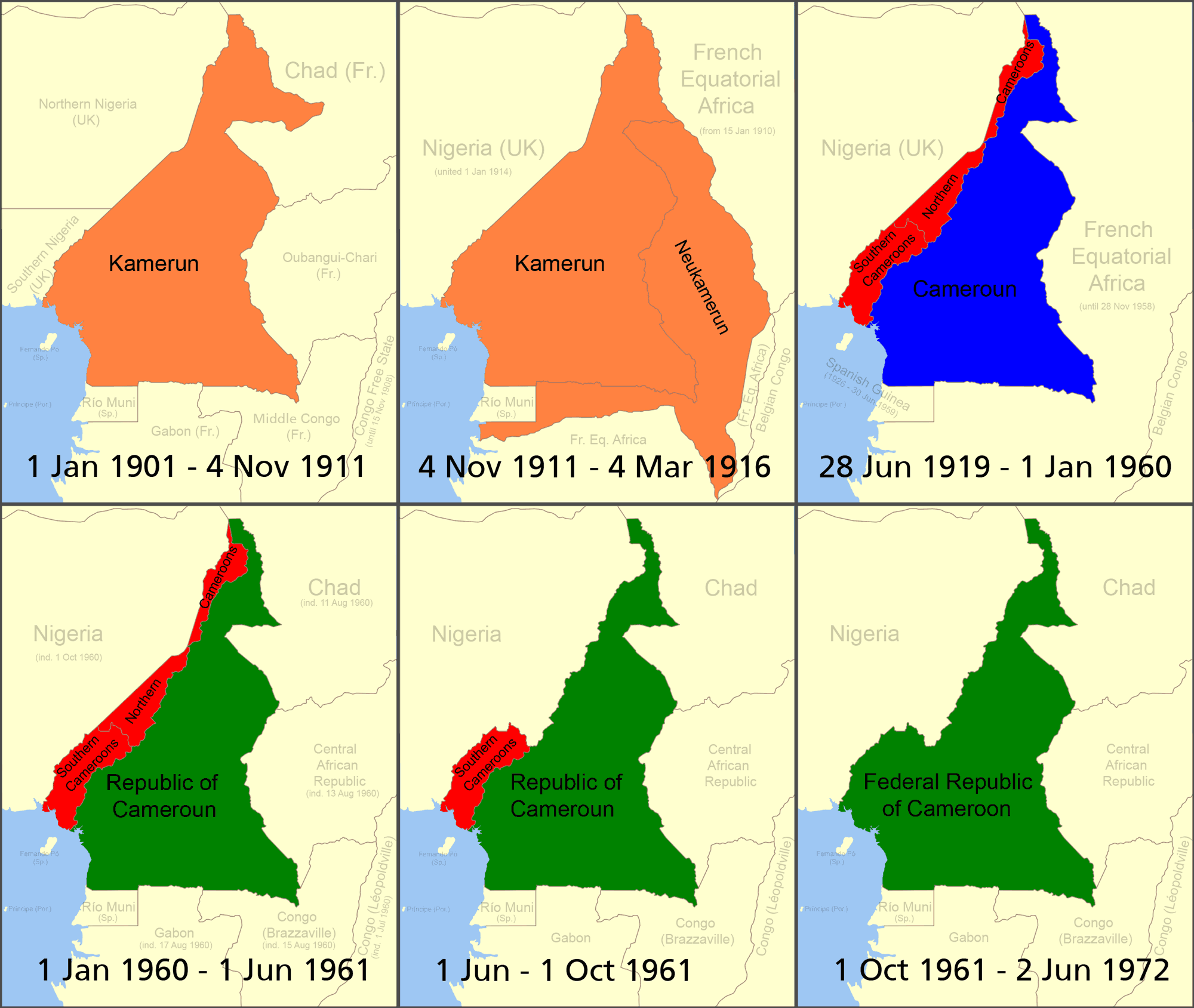
喀麥隆的邊界變遷
德屬喀麥隆
英屬喀麥隆
法屬喀麥隆
喀麥隆共和國

早在1472年，来自欧洲的葡萄牙海员已经开始在喀麦隆的海岸登陆。喀麦隆这个名字源自于盛产虾的武里河，以前这条河曾经被命名为虾河（Rio de Camarões）。从1520年起，这里开始与葡萄牙进行象牙、棕榈油、原料糖贸易交易。这期间，贩卖黑人的奴隶交易在这里从未兴起。直至1820年，贩卖黑人奴隶贸易在喀麦隆也开始相继兴盛起来。最终在1840年7月10日，国王杜阿拉与英国签署在世界范围内全面禁止贩卖人口、奴隶的公民条约。作为对比，美国在1865年、巴西在1888年才全面禁止贩卖人口、奴隶。
从1868年起由于汉堡沃爾曼商會在武里河口开始建立分号，有越来越多的德国人来到喀麦隆。1884年7月14日，德国总领事古斯塔夫·納赫蒂加爾博士作为德皇特使同魯道夫·杜阿拉国王以及喀麦隆其他地方的藩王一起签署保护条约，由此宣布喀麦隆成为德国所谓的“保护地”，实质上就是德国海外殖民地。
1911年，德国通过与法国签订的《摩洛哥-刚果条约》（法属殖民地割让给德国），成功的将自己在中部非洲殖民地的版图扩大，形成新喀麦隆。可是，德国所获得这一切还是因不久之后的《凡尔赛条约》全部丢失了。
第一次世界大战，那些被严格控制数量和少量被允保留的德国殖民地保护军只可以在喀麦隆停留两年。1916年，最后一个位于莫拉的德国要塞向英国殖民地军队投降。
在1919年签订的《凡尔赛条约》中，尽管喀麦隆在国联中正式获得一个议席，但这个席位还是被交给英国、法国托管。不久，喀麦隆领土的5分之4被法国所托管，余下的地区归为英国。第二次世界大战结束以后，当时英、法托管的被分割为两部分的喀麦隆转为由联合国托管。联合国的目标是：希望逐渐使喀麦隆达到实现自治。但从这后直到1957年的时间段里，喀麦隆的局势一直非常混乱，法国托管区一直在为争取独立斗争。终于在1957年5月10日，任命安德烈-马里·姆比达为总统。

### 脱离殖民地时期
1960年1月1日，法属喀麦隆托管区在联合国授权的托管协议结束后进行一次全民投票，确定脱离法国控制，國名定為「喀麥隆共和國」。与此同时，英国托管的喀麦隆同样也进行一场全民投票，位于英属区的北部地区决定与奈及利亞合并，南部地区决定與喀麥隆合併（1961年10月1日），國名改為「喀麥隆聯邦共和國」。1984年國名再改為「喀麥隆共和國」。这就是今天喀麦隆使用两种官方语言（英語、法語）的背景原因。

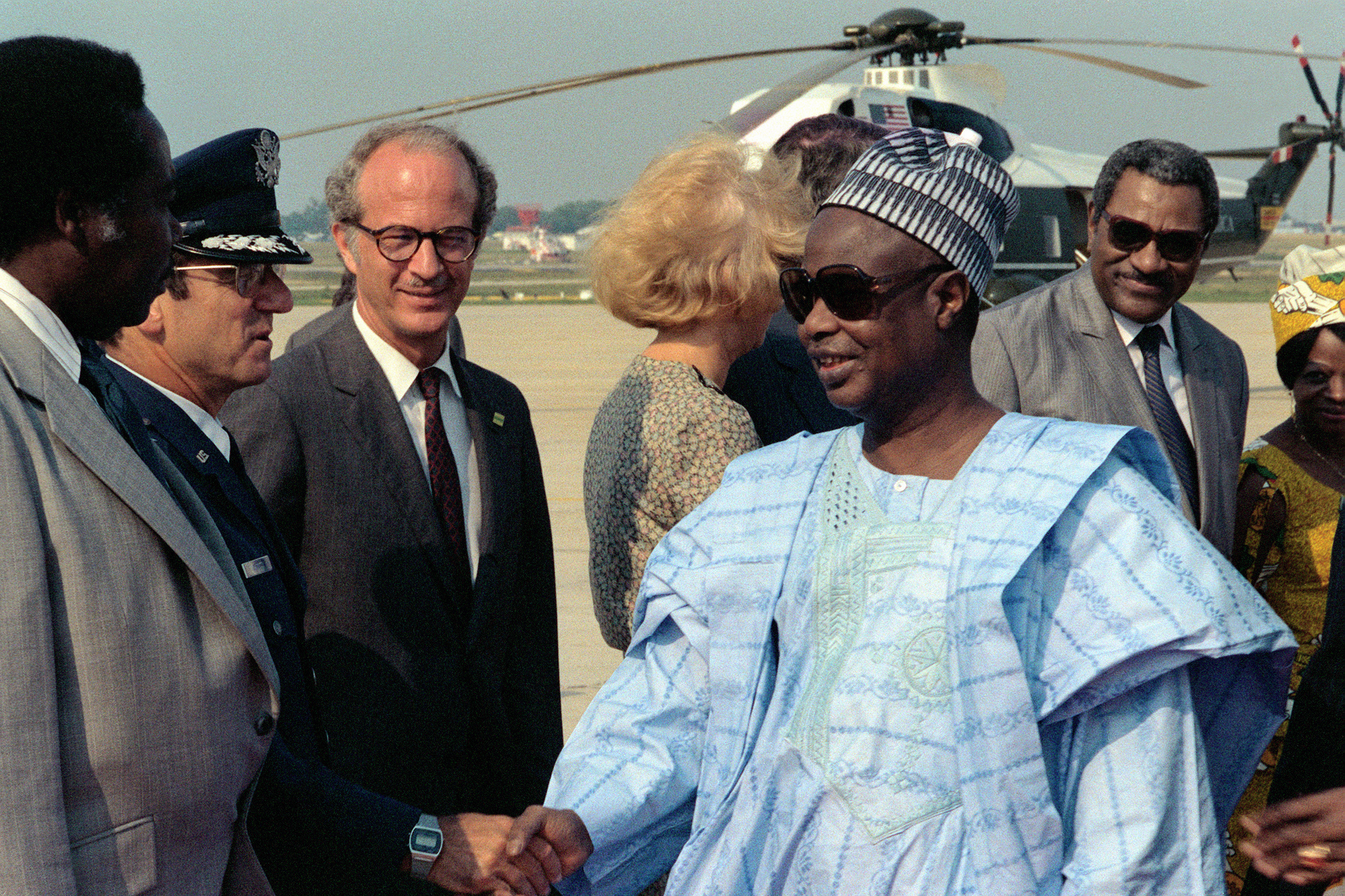
阿希乔1982年7月访问华盛顿

喀麦隆独立后上任的总统：芙拉人—阿赫马杜·阿希乔建立起一个血腥的独裁统治，并对一切反对者进行镇压。这期间阿希乔通过法国顾问的帮助，为了确保他的政权稳定，一直在进行血腥的镇压。1966年9月1日，建立起一支名叫喀麦隆民族联盟Union Nationale Camerounaise（缩写：UNC）的统一党，并从1985年起改名为喀麦隆人民民主运动（Cameroon People's Democratic Movement缩写：RDPC）。
1972年喀麥隆通過改革，國家由原來的聯邦制改為聯合一體的共和制。1982年11月6日總統—阿希喬退位，繼任者政府前總理保羅·比亞成為新的喀麥隆國家元首，以及統一黨喀麥隆民族聯盟（UNC）的主席。1984年比亞贏得大選，並挫敗一場可能發生的政變。在之後建立起的新統一黨喀麥隆人民民主运动（RDPC）中，比亞承諾要使喀麥隆全國實現更多的社會公平以及民主。在1988年的大選中，比亞又一次贏得多數，這期間他沒有遇到任何競爭對手、候選人。由於1980年代他的政府遇到前所未有的經濟危機、社會問題，這些事情重創比亞和他腐敗的內閣。慢慢的喀麥隆國內對新聞、出版自由的呼聲越來越大。在允許新聞、出版自由化之後，喀麥隆誕生許多批評類的報紙，而且反對派也逐漸強大起來，使得在1990年代初期，喀麥隆的局勢變得非常動盪，並經常出現軍隊政變。由於受到反對黨派的壓力，總統比亞決定在1992年實行自由大選，結果是：比亞再次贏得大選。因為國際選舉觀察家受到阻礙影響，反對派懷疑大選舞弊。但實際上是因為參與選舉的反對黨數量眾多（多達32個黨），使得票數被分散。大選結果表明，統一黨RDPC獲得89個議席，必須與最大的反對黨UNPD（65個議席）聯合執政。1997年通過法國幫助送給他的反對派競爭者，比亞巧妙的利用這名法國派來的反對派候選人獲得大選的絕對多數議席，並在大選後的第二年得到確定。

## 政治

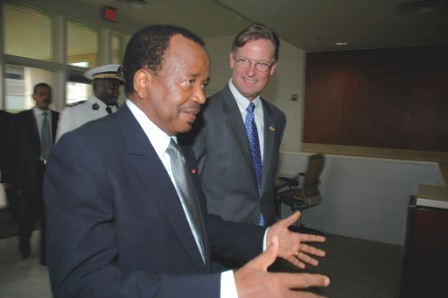
总统——保罗·比亚

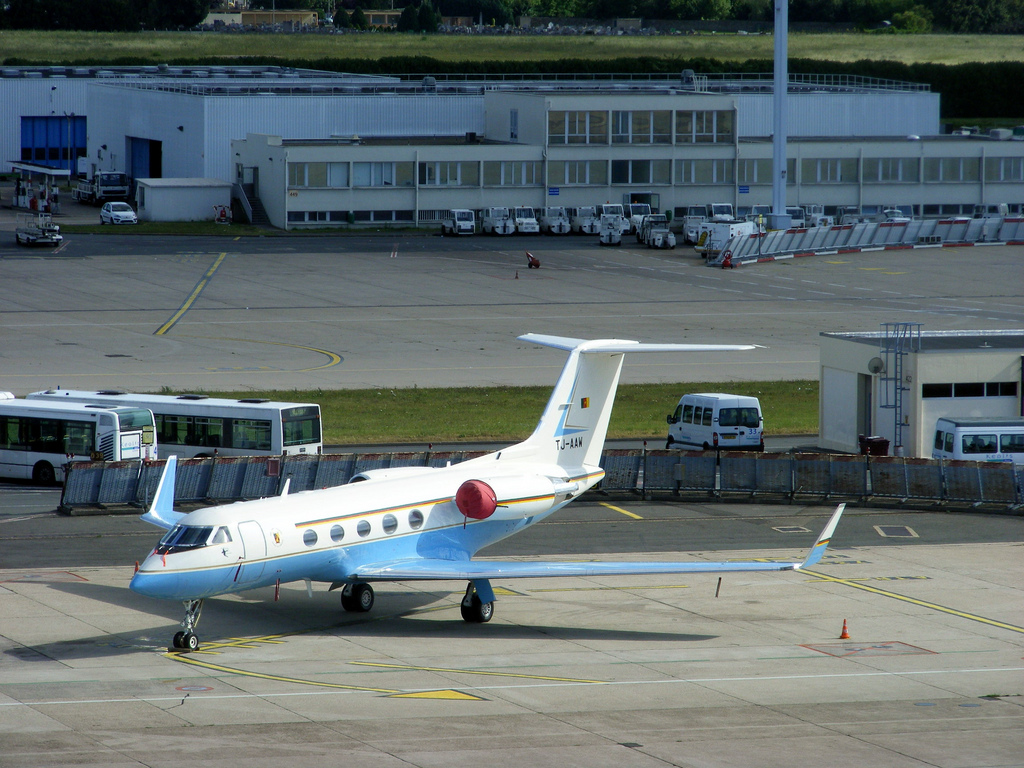
喀麦隆政府專機

根据1992年对1972年宪法的修订，总统具有行政权力。总统权力广泛，并可不通过和国民大会的协商。
国民大会有180个席位，每年举行三次会议。主要职责是立法。
司法机构为司法部的下属机构，最高法院只有在总统要求下才可对法律是否违宪进行审查。

### 外交
喀麦隆是联合国成员国，他还是第一个之前整体国家不是英国殖民地身份，加入英联邦的国家。喀麦隆同其第二任殖民地托管国——法国有着非常传统友好的关系。虽然全国仅有20%的人口是穆斯林，他也是伊斯兰会议组织（OIC）的成员。
喀麦隆一直力求与邻国保持良好的关系。2008年与强大的邻国——尼日利亚和平的解决了历史遗留有争议的边界问题。自从同尼日利亚的关系修复后，喀麦隆开始派出一支120人的维和部队，负责起中非共和国的维和任务，并且还接受了部分乍得的难民。

## 地理

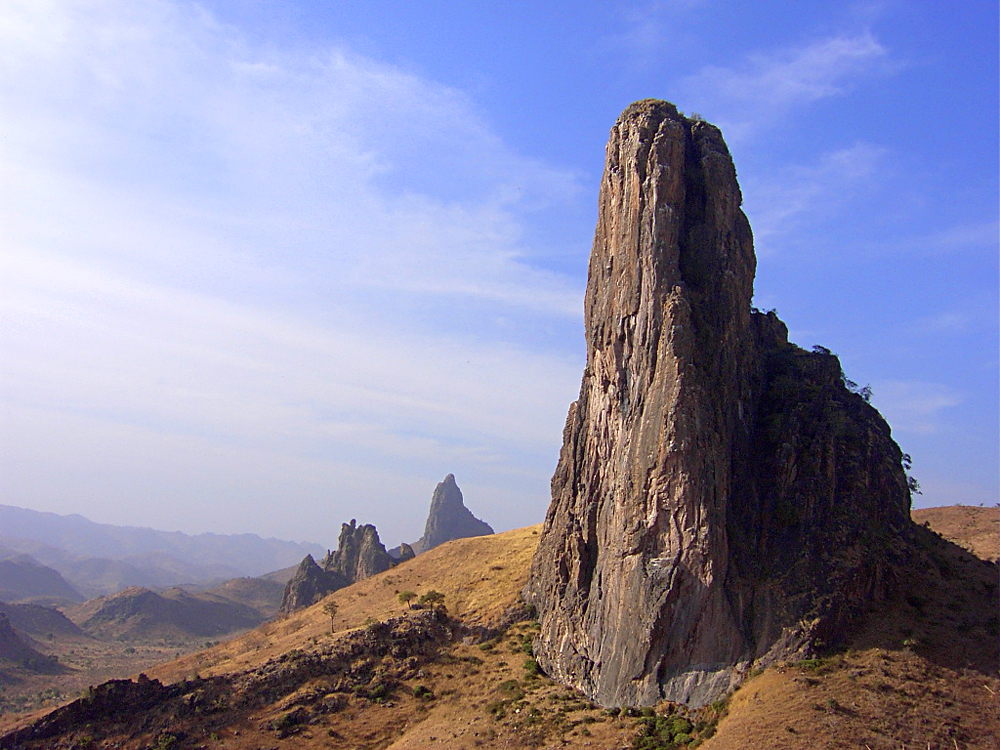
極北省的一處風景點Rhumsiki峰

喀麦隆地形多变，大部分为高原，一般海拔1000-1500米，中部地势渐高，为高原地形。西部有一系列圆顶火山、丘陵，喀麦隆火山海拔4070米，为西非最高峰，1959年还曾喷发过。西南沿海有宽达150公里的低地，北部气候燥热，为热带草原气候，自北向南，过度到热带雨林气候，大部分地区年降水量1000-4000毫米，西南部火山区可达6000毫米以上。

### 环境
根据Bernard Foahom的一项研究显示，2001年喀麦隆拥有至少542种鱼类，其中96种为特有种。此外还拥有超过15000种鳞翅目昆虫，280种哺乳动物（包括最大和最小种类），275种非洲爬行动物中的165种，以及3种鳄鱼和190至200种蛙类。另外，该国至少拥有900种不同种类的鸟类，其中750种位于喀麦隆，另外150种为候鸟。

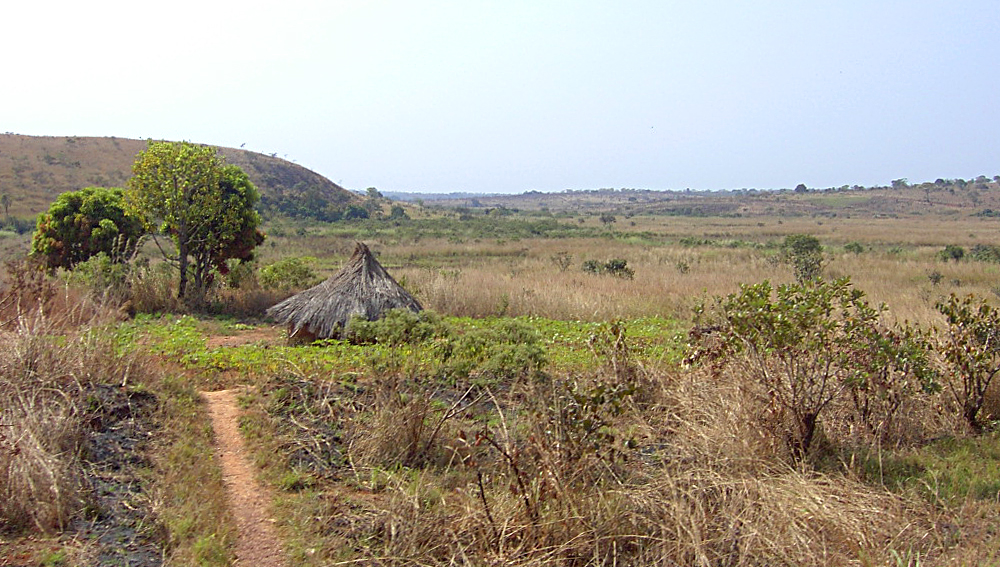
阿達馬瓦省的一處農村

为了保护濒临灭种威胁的克罗斯河大猩猩，2008年在位于与尼日利亚边境接壤的地方设立了Takamanda-Nationalpark国家公园，毁林和狩猎使这种动物在全球的数目缩减到300只。

### 资源
喀麦隆森林面积占全国的三分之一左右，有10余条较大河流，富水力。全国拥有许多自然资源、特产，原油、咖啡、香蕉、天然橡胶、铝、铝土矿、铁矿石、木材。

### 湖泊
喀麥隆擁有兩座會進行湖泊噴發的湖，一座是位於西北省的尼奧斯湖，另一座是位於西部省的莫瑙恩湖，此類型的湖泊全世界只有三座，兩座位於喀麥隆，另一座是位於盧安達與剛果民主共和國邊境的基伏湖。

## 经济

### 概况

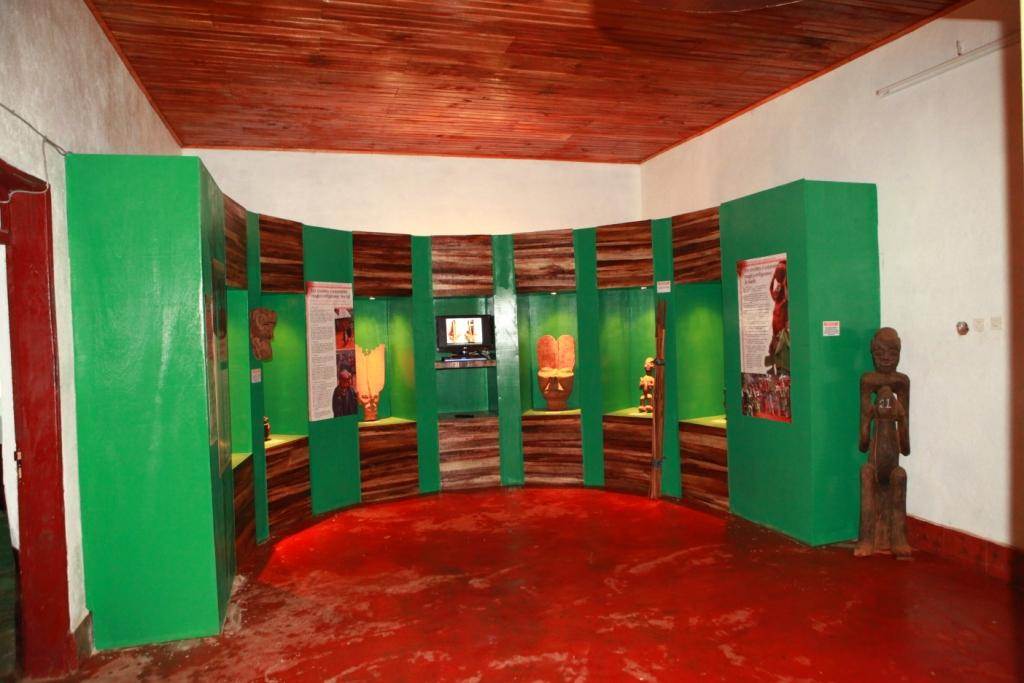
歷史博物館

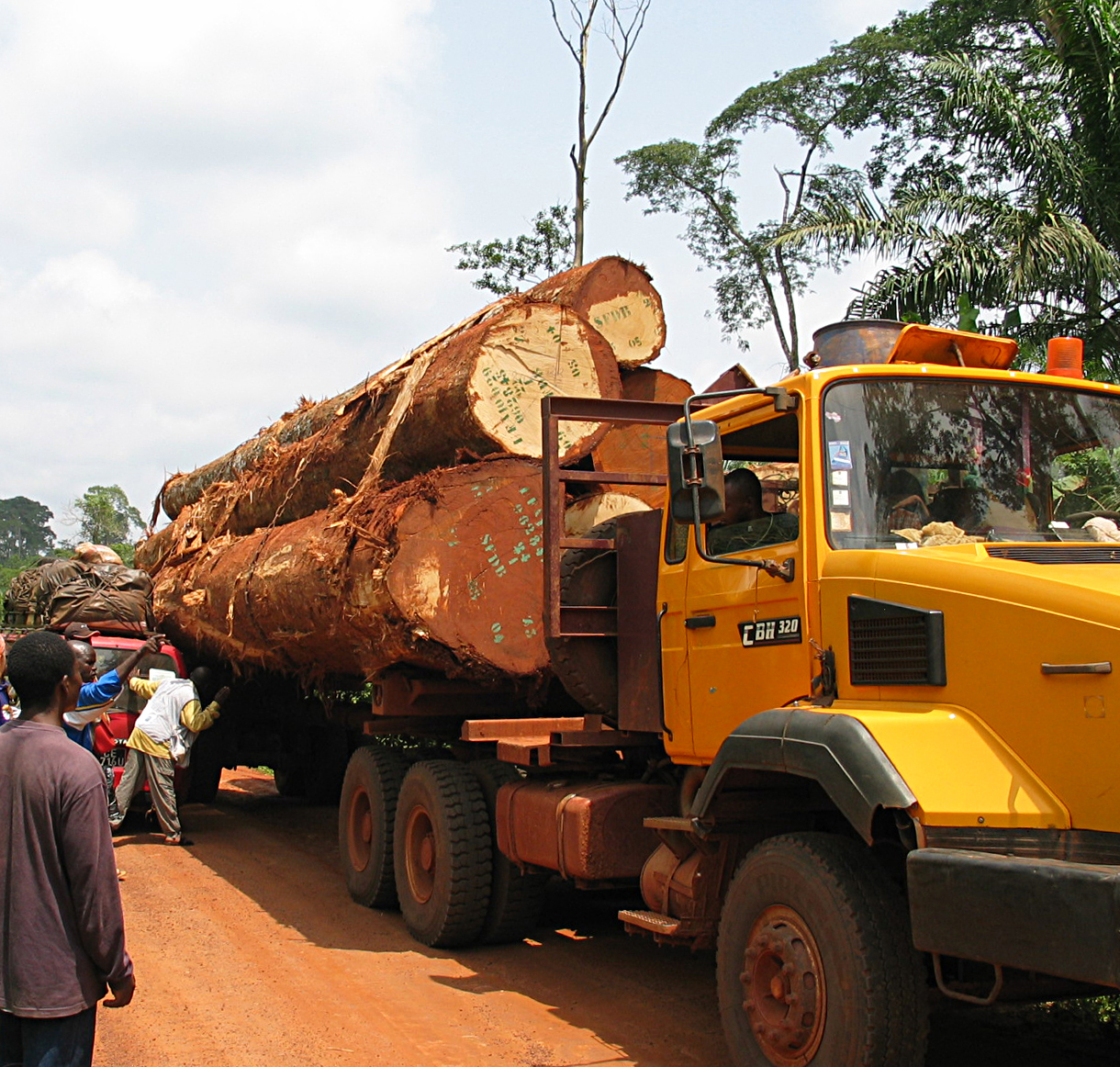
伐木業

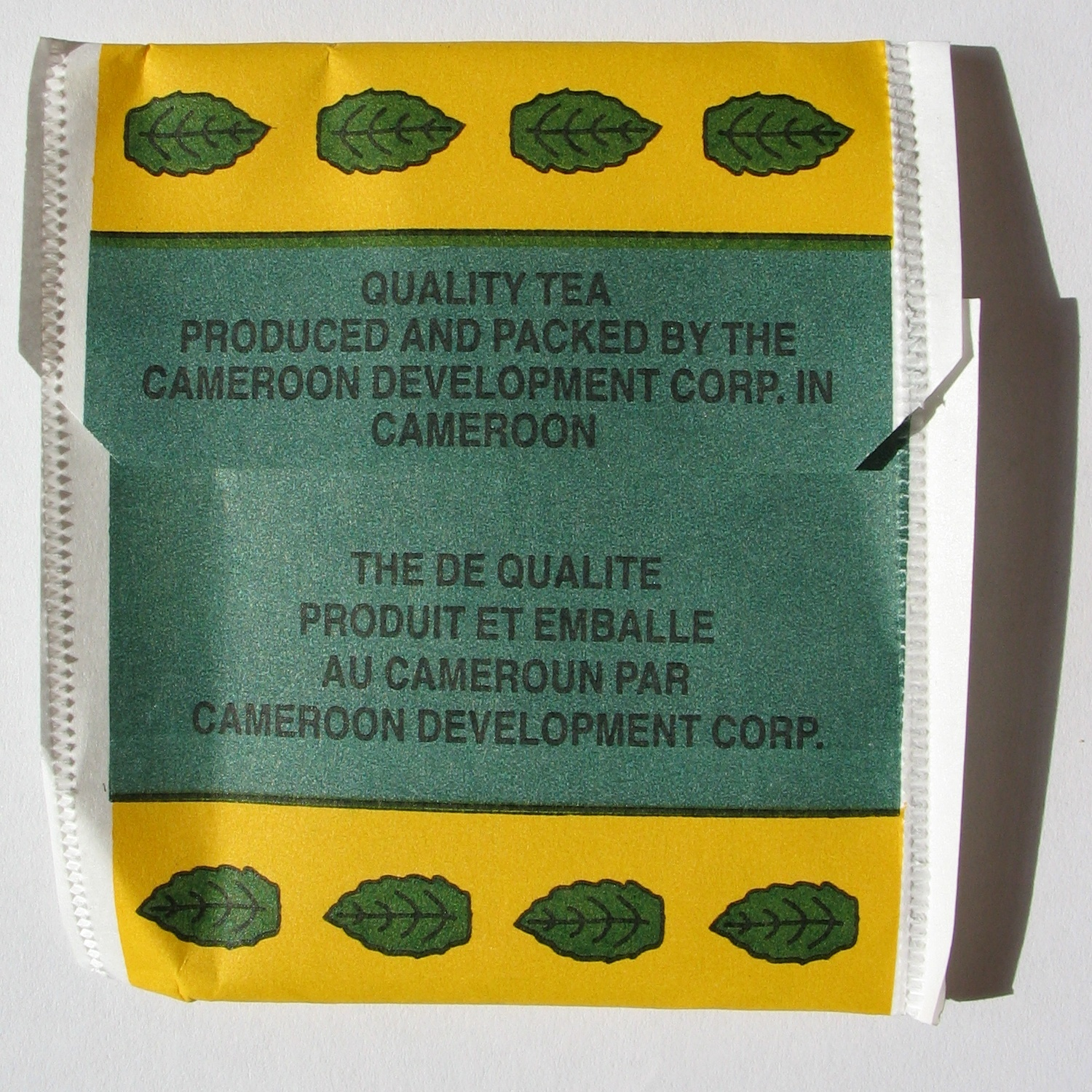
喀麦隆生產的茶包

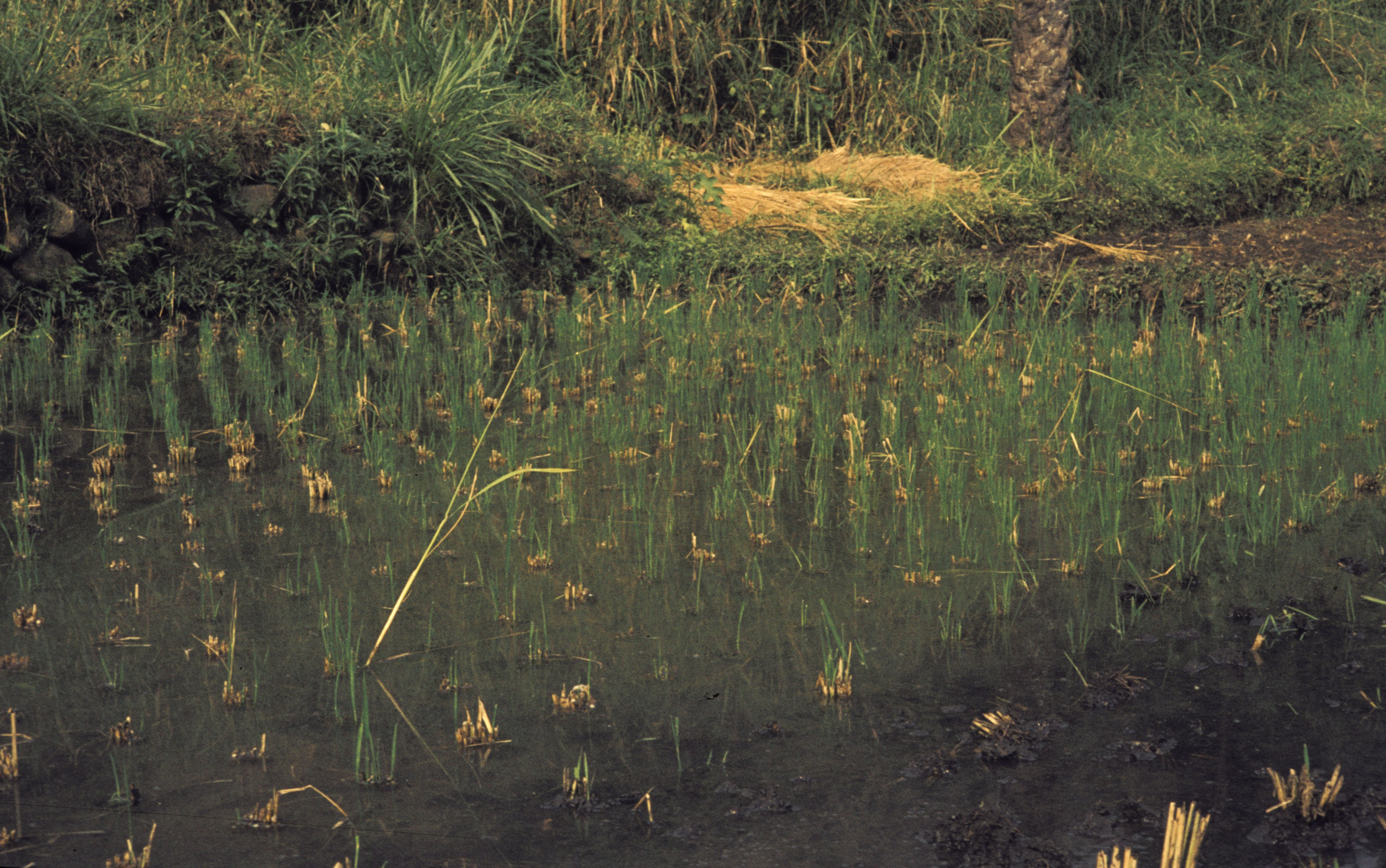
喀麦隆水稻田

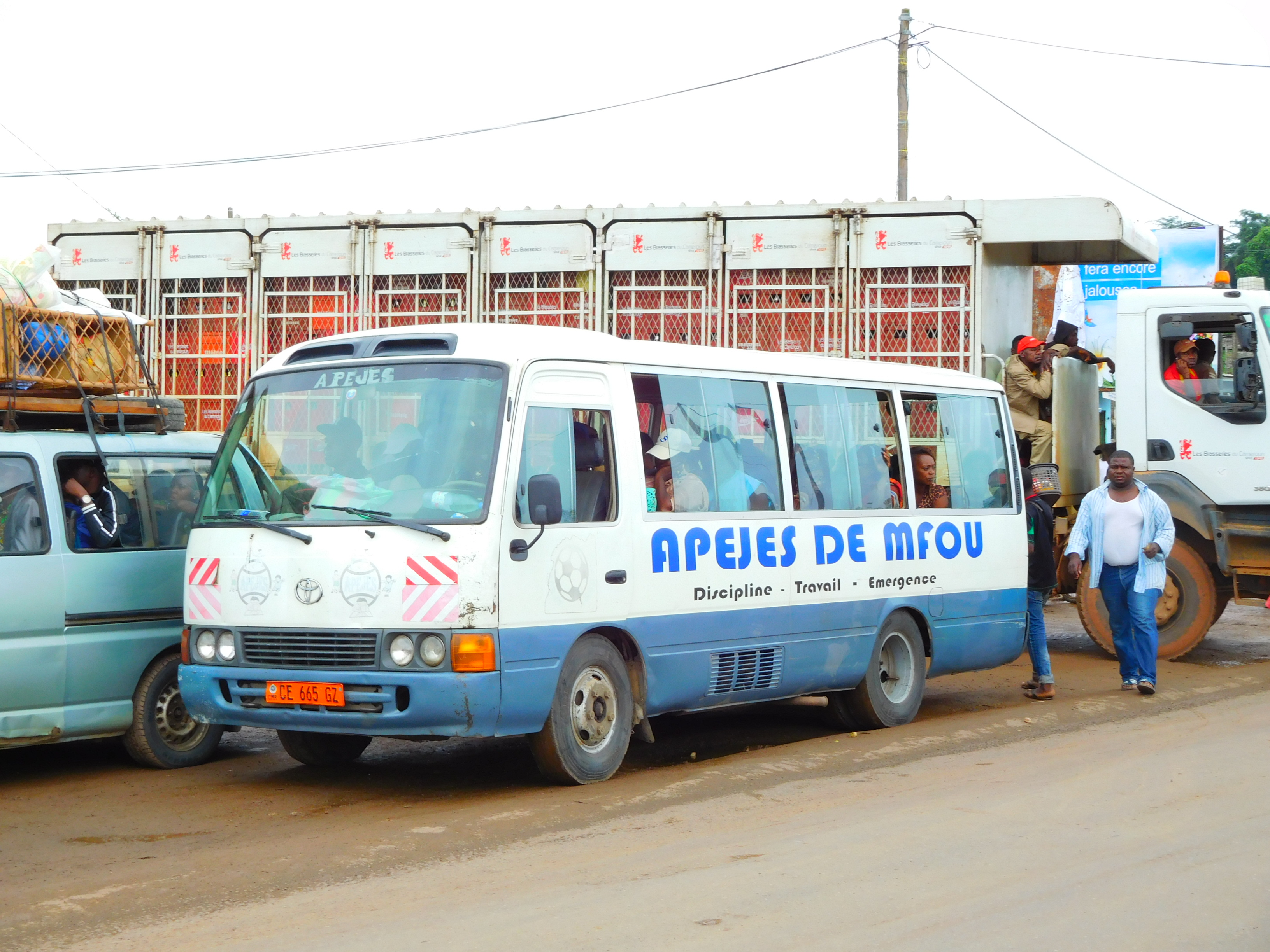
交通巴士

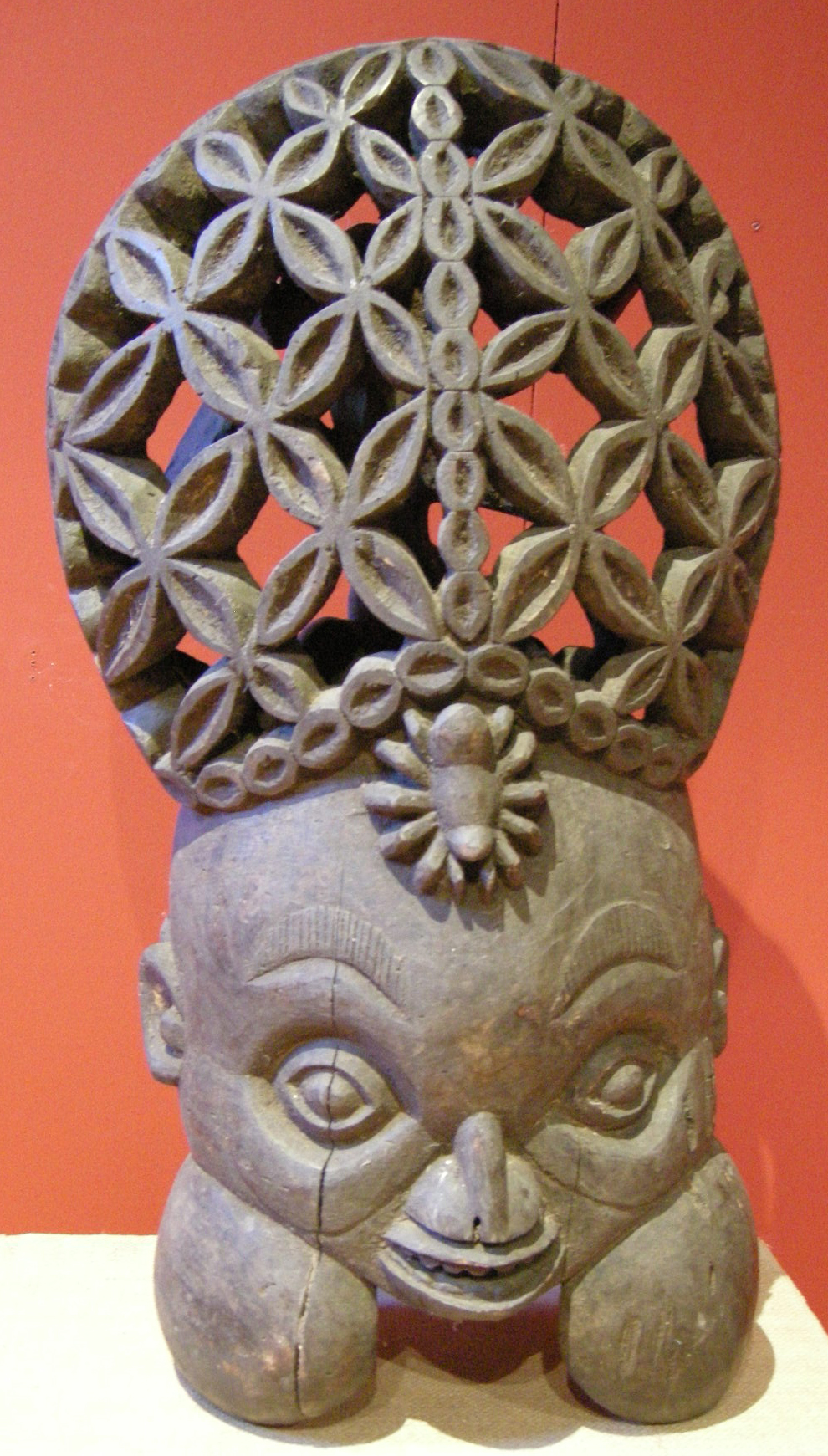
聖靈木雕產品

2008年，喀麦隆的人均GDP（购买力平价）估计为2300美元，是最高的10个撒哈拉以南非洲国家之一。主要出口市场包括法国、意大利、韩国、西班牙和英国。喀麦隆是中非国家银行（其中主要的经济体）
、中部非洲国家经济共同体和非洲工商业法规一体化组织的成员国。
喀麦隆通行非洲法郎。官僚主义、高税率和地方腐败阻碍了私营经济的增长。估计2001年的失业率为30%，并且有大约三分之一的人口生活在国际极端贫困线以下，每天收入为1.25美元（2009年）。自从80年代末期开始，喀麦隆遵循由世界银行和国际货币基金组织倡导的计划而去减少贫困、促使工业私有化和加快经济增长。旅游是经济增长的一个部分，尤其在滨海地区、喀麦隆山周边和北部地区。
喀麦隆的自然资源十分适合农业以及树木培植的发展。据估计有70%的人口从事农业，2006年的农业产值约占GDP的45.2%。许多农业活动仅仅依靠当地农民用最简单的工具完成，并且只维持在最低生活水平的层次上。他们卖他们剩余的农产品，并且有一些人主张分隔农田以用作商业用途。城市中心区的人们尤其依赖于这种农民经济，依赖于他们生产的粮食。滨海地区良好的土壤和气候促进了香蕉、可可、油椰子、橡胶和茶叶得到更加广泛的商业性种植。在内陆的南喀麦隆高原，经济作物包括咖啡、蔗糖和烟草。咖啡是西部丘陵地带的主要经济作物，而北部地区的自然条件更加适合棉花、落花生和水稻的生长。依靠农产品出口使喀麦隆更加易受农产品价格变动的冲击。
牲畜饲养遍及全国。大约有5000人从事渔业，每年生产2万吨的海产品。丛林肉（一些来自非洲森林里动物的肉，包括一些濒危动物或是在非洲以外很少用于食用的肉）长久以来是喀麦隆农村地区的主要食物，现在已是这个国家城市中心区的美味佳肴。商业化的野味贸易已经超越森林砍伐，成为威胁喀麦隆野生动物生存的首要因素。
南部的热带雨林区有丰富的木材储备，据估计覆盖了喀麦隆总陆域面积的37%。然而，许多大的林区难以深入开发。伐木搬运业主要由外国公司经营，他们每年向政府缴纳6000万美元的开采许可金，法律则要求木材开采要安全并且符合可持续发展，不破坏生态平衡的原则。不过事实上这个产业却是喀麦隆国内管制最少的行业之一。
2006年工厂制造业的产值占GDP的16.1%。超过75%的喀麦隆工业分布在杜阿拉和伯纳贝利。喀麦隆拥有许多潜在的矿产资源，而现在还没有被广泛的开采。石油开采自1985年后就已经下降，但它在经济中仍然是一个具有潜力的部分以至于石油价格的急降对经济造成了强烈的影响。急流和瀑布阻碍了南部的河流，但这些地方也为水力发电以及成为喀麦隆的主要能源供应地提供了机会。萨那加河为位于Edea的最大的水电站供以动力。喀麦隆其他的能源则来自火力发电。国家的很多地方现在仍然没有可靠的电力供应。
喀麦隆的交通经常出现问题。除了几条连接主要城市的路况相对较好的收费道路（都是单行道），其余的都很少得到保养并且受到严酷天气的影响，并且只有10%的路面为沥青路面。警察和宪兵经常在路上放上障碍物以向路过的旅游者索贿。长期以来，在东部和西部边境的公路沿线，飞车党的存在阻碍了交通的良性发展，自2005年后，由于中非共和国更加不稳定的政局，东部边境的问题进一步加深了。
城际巴士服务由若干私营公司经营，连接所有的主要城市。尽管城际巴士很少按照时刻表发车，但人们却宁可等待直到所有车票都售完。最受民众欢迎的交通方式要属国营的铁路服务。铁路服务从西部的库巴到东部的贝拉博，北至Ngaoundere。国际机场位于杜阿拉和加鲁阿，还有一个位于雅温得的较小的特殊用途机场。巴门达的机场现在已经关闭。沃里河河口为杜阿拉提供了港口，也是该国首要的海港。在北方Benoue河是只能季节性通航的河流，该河从Garoua流向尼日利亚。
尽管新闻自由在本世纪初获得了进步，但新闻社很腐败，并且是为政府的特殊利益需求和政治集团所服务的。报纸例行公事的自我审查以避免政府的报复。主要的广播台和电视台是国营的，而其他的通信服务，例如陆上电话和电报，也在很大程度上由政府控制。然而，移动电话网络和互联网服务提供商在本世纪初增长的很快，同时其发展也基本不受管制。

### 基础数字
喀麦隆的经济同其他大多数非洲国家相比，受惠于相当长时间的自由市场经济政策。2004年全国国内生产总值（GDP）为127亿欧元（2002年为75亿欧元）。全国人均年收入达到约780欧元（2002年仅为500欧元）。
GDP的构成中，由42%农业、22%工业、36%服务业所组成。尽管农业贡献了42%的GDP，但却带来了60%的就业岗位，近几年该数字略微有所下降。
从1990年——2001年的11年间，官方统计的年通货膨胀为4.9%。

### 劳工、就业
1992年时喀麦隆的人均失业率为25%。全国很大一部国民大都就职于既无社会保险，又无劳动法保护的非正式职位。在喀麦隆政府就职的雇员能享受到社会保险、劳动法的保护，這是全国最大的能提供此类福利、保障制度的企业。
喀麦隆的劳动法很大程度是以法国为模板建立起来的，法律最大程度上保障了劳动者、劳工的权利（这其中包括：遵照catégorie d'emploi的最低工资、法定在确定工作年限后的离职补偿、给雇主很少的解雇理由、最大的离职提前告知期限）。但在实际中，绝大多数的非国有行业都是雇佣的不签订劳动合同非法劳工（黑工），或者即使签订劳动合同的劳工也大都不按劳动法施行（详见：贪污、受贿章节）。尽管如此，劳动保护问题还是制约西方发达国家投资者雇佣员工最大的一个障碍。
座落于喀麦隆首都雅温得——国家劳动管理部（Fonds National de l'Emploi）在全国境内拥有7座劳动保障局，致力与解决失业问题。

### 贸易
全国进口额为：1.205兆中非法郎，进口货物多是矿物类、其他原料产品，以及半成品、工业消耗品、营养品、饮料、烟草、运输工具。出口额略微大于进口：1.363兆中非法郎，其中包括：原油、木产品、可可、咖啡以及自产的食品。喀麦隆是所有非洲国家中砍伐树木最多的国家。

### 政府支出
1992年——2000年间政府投入情况：
- 3%  健康
- 12% 教育
- 10% 国防

目前喀麦隆全国所有的远程公路都委派给外国投资者。

## 人口

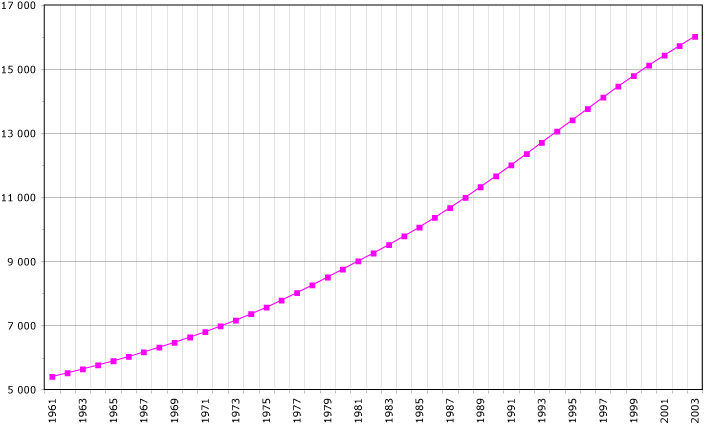
人口增长1991至2003年 单位：1000人

人口约3,013.5萬(2023年)，分为200多个部族。主要有班图语族的各族和俾格米人。主要宗教有基督宗教、伊斯兰教和原始宗教。
2008年喀麦隆的婴儿出生率为4.7个婴儿/每名妇女，但另一方面，仅有13%的已婚妇女使用现代避孕工具。每1000人的出生率是36人（世界平均水平：21人），每1000人的人口死亡率是13人（世纪平均水位：8人）。42%的喀麦隆人口年龄在15岁以下，4%的人口年龄在65岁以上。

### 种族
喀麥隆約有兩千华侨華人聚居。

### 语言
与加拿大类似，喀麦隆政府承认英語和法語两种官方语言，其中法語被定為「國語」，全國的通用语言則為英語。官方层面对法语的使用主要体现在喀麦隆国歌、英联邦皇室颂歌的前半段、荣誉制度和军事口令都是使用法语。十个省中鄰近奈及利亞的西北省和西南省使用英語，而大部分地區包括首都的人民卻說法語。喀麦隆政府虽然在名义上奉行双语政策并同时提供英法两种语言的服务，但因该国的英联邦成员国身份，在实际施政上采取轻法重英的语言政策，导致占全国多数人口的法语人群利益得不到保障而滋生不满，政府高层为英语人口占据，双语人群被忽视，獨尊英語區而打壓全国其余地区導致国内族群衝突。

### 宗教
主要信仰基督宗教，人口40%為天主教信仰，30%信仰基督新教，另有20%的穆斯林，6%為非洲部落自然宗教的萬物崇拜。

## 行政区划

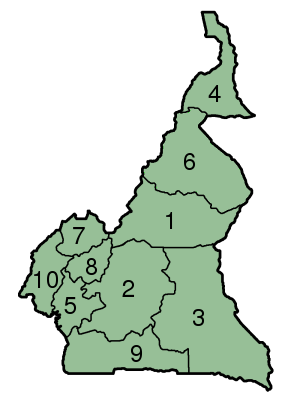
喀麦隆区份

喀麦隆分为10个区份：
1. 阿达马瓦区
2. 中部区
3. 东部区
4. 极北区
5. 濱海區
6. 北部区
7. 西北区
8. 西部区
9. 南部区
10. 西南区

### 主要大城市
- 雅温得
- 杜阿拉

## 军事、国防

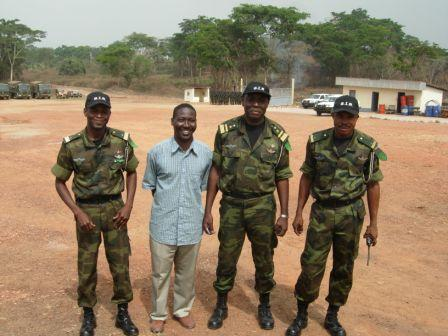
喀麦隆士兵（2007年）

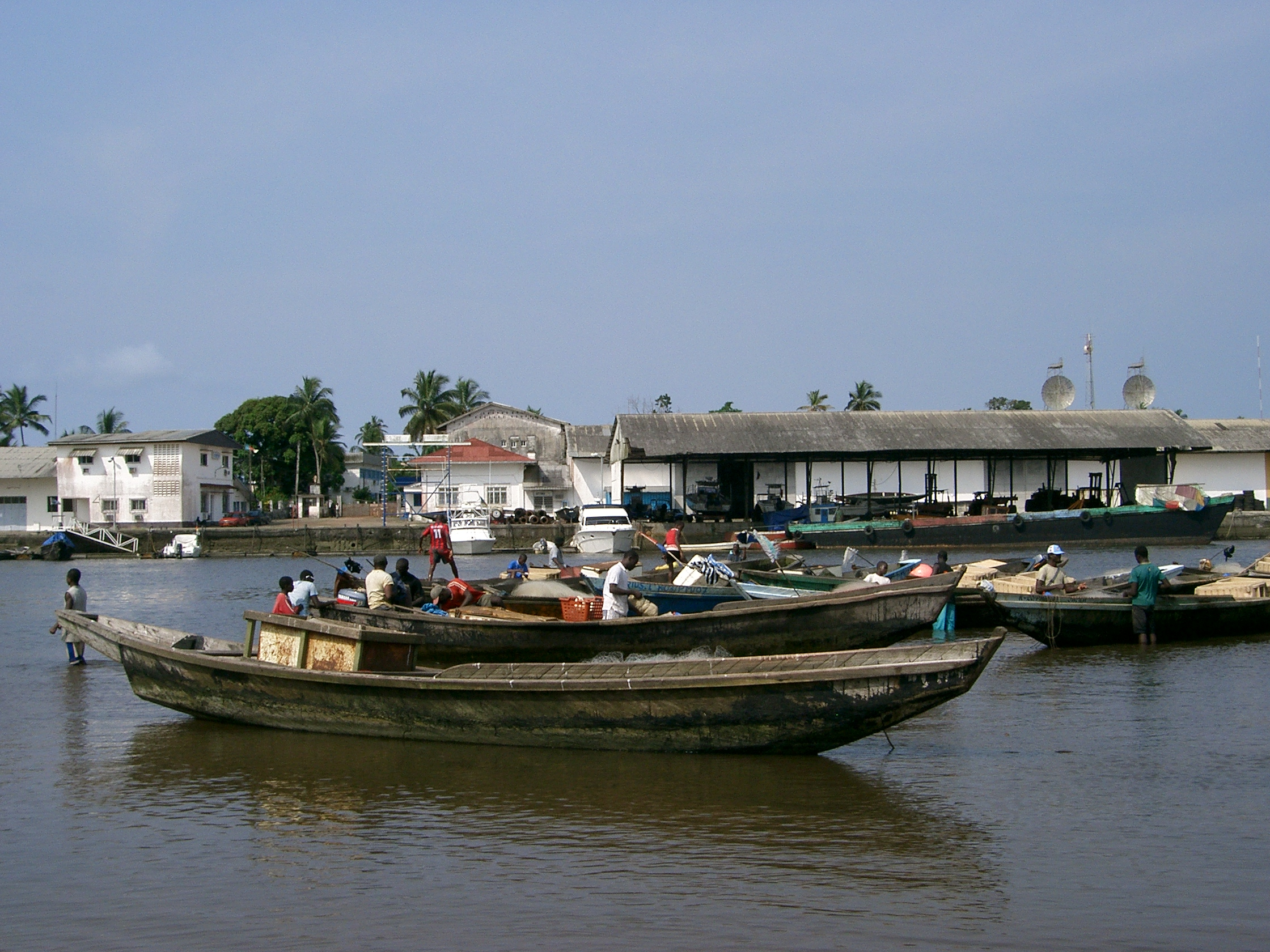
pêche港

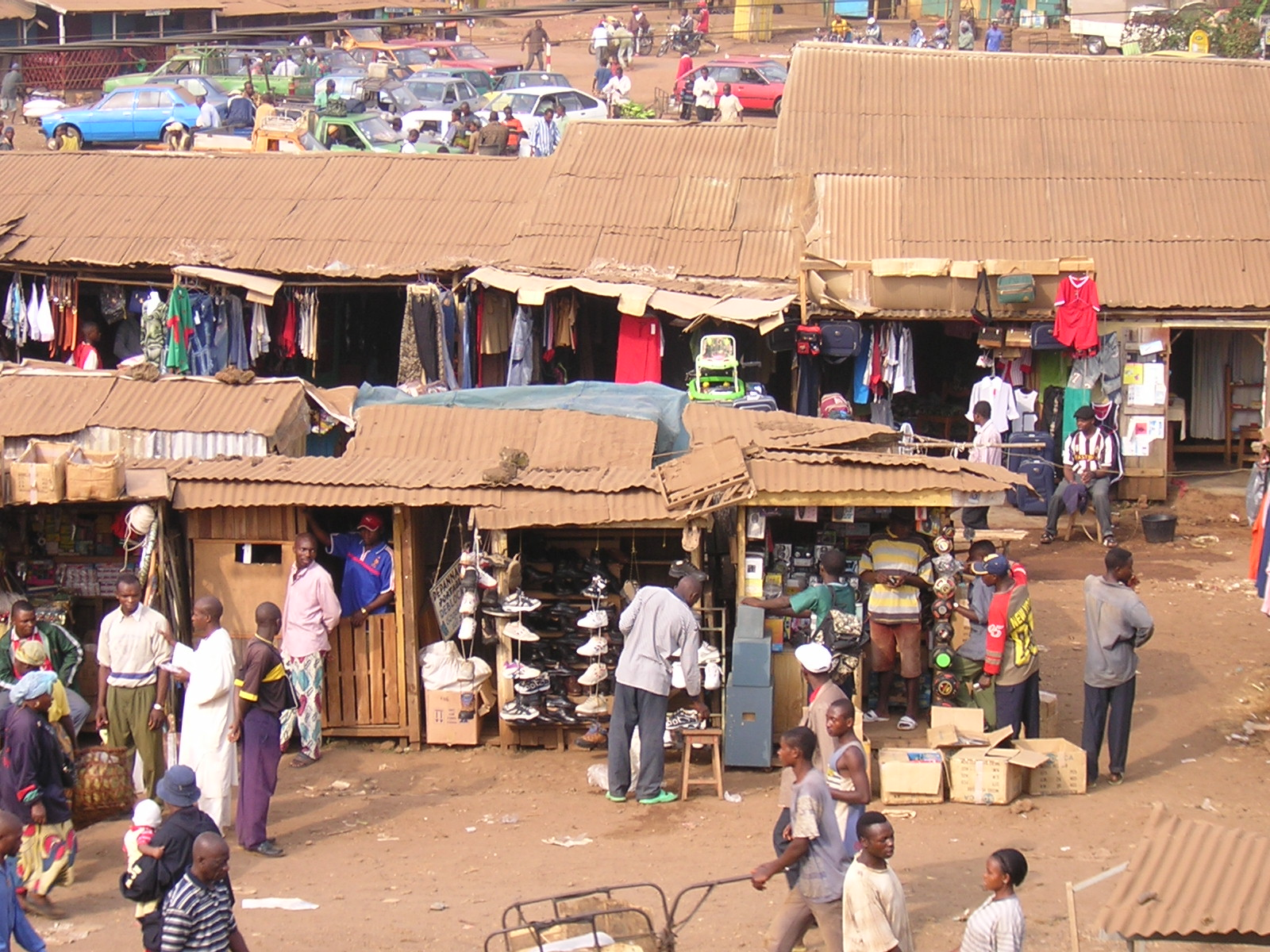
濱海省商店街

喀麦隆的国防由一支目前总数为23100人的军队组成，其中包括陆军、海军、空军武装力量。喀麦隆没有在全国施行全民服兵役制度。

## 文化

### 书籍
喀麦隆国内知名的作家有：Francis Bebey，Mongo Beti，Calixthe Beyala，Bole Butake，Papé Mongo, 費迪南·奧約諾和René Philombe。其中Mongo Beti在1950年代开始以他修道院写的抨击、批评的作品（他在1956年出版的小说《Le pauvre Christ de Bomba（Bomba贫困的基督徒）》）受到关注。

### 音乐
| 日期     | 节日       |
| -------- | ---------- |
| 1月1日   | 元旦       |
| 2月11日  | 国家青年节 |
| 5月1日   | 劳动节     |
| 5月20日  | 國慶節     |
| 8月15日  | 聖母升天節 |
| 12月25日 | 圣诞节     |

除此之外还有些日期不固定的节日，包括：
基督教：复活节。
穆斯林：开斋节和宰牲节

## 体育
喀麦隆国内最受欢迎的体育项目当属足球。在1982年西班牙世界杯上，喀麦隆国家足球队被第一次冠以“非洲雄狮”（法语：Les Lions Indomptables）的称号，遗憾的是在第一轮预赛中被当年的冠军意大利队淘汰。8年后在意大利举行的1990年世界杯上，喀麦隆队成为了第一支冲入八強的非洲球队（不幸的是以2:3的比分输给了英格兰队）。全队中最出名的当选罗杰·米拉，他两度被选为非洲足球先生。

## 教育
根據2001年的資料，喀麥隆人民的識字率估計為75.9％（84％的男性和67.8％的女性）。大多數的孩童可以免費就讀由國家或是私人設立的學校。該國的教育系統是法國和英國制度的混合體，以英語和法語進行教學。喀麥隆擁有全非洲最高的入學率。但是，女生上學的比例仍比男生少許多，經常因為重男輕女文化、家務、早婚、懷孕及性騷擾。以地區差異而言，南部地區的出席率較高，北方則是因為教師人數不足而出席率偏低。

## 婚姻制度
喀麥隆的婚姻制度比較複雜，既有一夫一妻制，也有一夫多妻制，對於喀麥隆男人來說，只要經濟負擔得起，老婆數量是沒有限制的。

## 外部連結
政府
- （法文）喀麥隆共和國官方網站
- （英文）（法文）喀麥隆國民議會
- （英文）全球誠信報告：喀麥隆關於喀麥隆的腐敗情形報告
- （英文）國家元首和內閣成員

一般連結
- 《世界概况》上有关喀麥隆的条目
- 中的“喀麦隆”
- 維基媒體的喀麥隆地圖集
- 维基导游上有關喀麥隆的旅行指南